# Siden 66
Siden 66 er et bokssæt med Gnags, bestående af fem cd'er og en dvd, udgivet i 2005. De fem cd'er indeholder sange fra hele Gnags' karriere, samt tre nye sange. Dvd'en indeholder musikvideoer samt en koncert fra 1992.

## Numre
| 1. "Kloden rokker" (4:29) 2. "Der er så meget" (3:52) 3. "Solsangen" (7:20) 4. "Kom/sammen/sang" (3:35) 5. "Det er sommer nu" (5:29) 6. "Intro" (1:10) 7. "Hvor vejene fører os hen" (5:38) 8. "Ulvetid" (2:40) 9. "Det er det" (4:24) 10. "Ingen endelige grænser" (4:26) 11. "Paradis" (5:26) 12. "Luk op og sug ind" (5:13) 13. "La' det gro" (3:18) 14. "Er du hjemme i aften" (2:51) 15. "Under bøgen" (2:51) 16. "Fra en fremmed planet" (7:09) 17. "Der skriver og spør" (6:18) 1. "Burhøns" (4:21) 2. "Professionelle ballademagere" (3:03) 3. "Ugler i mosen" (3:13) 4. "Nu, stjerne" (3:26) 5. "Intercity" (3:25) 6. "Rytmehans" (2:21) 7. "Hotel Harmonien" (4:25) 8. "Rockband på landevejen" (5:34) 9. "Safari" (3:09) 10. "Under gadelygten" (4:40) 11. "Mellem tremmerne" (3:40) 12. "Vild, vild elefant" (3:54) 13. "Fodgænger" (4:01) 14. "Slingrer ned ad Vestergade" (4:11) 15. "Fuldmånen lyser" (3:42) 16. "Havnen med skibe" (3:34) 17. "Tømmerflåden" (4:10) 18. "Går med hunden gennem byen" (3:13) 19. "Vilde kaniner" (4:09) 20. "Endnu et forår" (3:37) 21. "Go'nat nu" (3:08) 1. "Kærester" (4:14) 2. "Mig og Mississippi" (4:31) 3. "En underlig fisk" (3:36) 4. "Onkel Æsge" (4:42) 5. "Sensommer på strøget" (3:58) 6. "Danmark" (4:13) 7. "Ritas rock n' roll band" (3:33) 8. "Den dejligste morgen" (4:35) 9. "Et kys i solen" (4:32) 10. "Elskende i natten" (3:24) 11. "Jeg elsker dig" (2:53) 12. "Mr. Swing King" (4:47) 13. "Når jeg bliver gammel" (3:52) 14. "Dansende blå linealer" (3:46) 15. "Lygtemandens sang" (4:03) 16. "Lav sol over Århus" (4:11) 17. "Dybt i mit bliks blikstille blå" (3:48) 18. "Er vi i live eller hva'?" (4:48) | 1. "Boller i Cairo" (4:08) 2. "På lille blomstercafé" (2:52) 3. "Det regner" (4:00) 4. "Strid som vestenvinden" (4:31) 5. "Gösta Hammerfedt" (4:11) 6. "Indespærret brevdue" (4:35) 7. "Farvel Danmark" (4:11) 8. "Slow Motion Dancing" (4:01) 9. "Jeg samler kulørte lamper" (3:26) 10. "Ridser, revner & buler" (4:07) 11. "Pludselig" (3:49) 12. "Så er det godt at ha' venner" (4:02) 13. "Under fuldmånens strålende perle" (2:59) 14. "Moonlight" (3:29) 15. "Kys mig" (3:08) 16. "Ulykkesfugle" (3:25) 17. "Som vinden blæser (det' hvad jeg ved om kærlighed)" (3:49) 18. "Stjernerne om nætterne" (4:25) 19. "En biografbillet" (4:10) 20. "Når kærligheden kommer til byen" (4:12) 1. "Lille smukke land" (4:07) 2. "Siden 66" (4:04) 3. "Gnags julesang" (3:34) 4. "Rejse-grammofonen" (4:03) 5. "Under bøgen" (1988) (4:34) 6. "Elskende i sommerlandet" (4:23) 7. "Og det var sommer" (5:36) 8. "Rytmehans" (2000 remix) (3:03) 9. "Green leaves" (live) (4:04) 10. "Hva' så skal I prøve?" (live) (8:10) 11. "Den sidste hval" (4:16) 12. "Nu er den gal igen" (4:37) 13. "Det Danmark jeg kender" (3:58) 14. "I Can't Talk About It Now" (5:11) Gnags live '92 1. "Lygtemandens sang" 2. "Mr. Swing king" 3. "Lav sol over Århus" 4. "Danmark" 5. "Er vi i live eller hva'?" 6. "Under bøgen" 7. "Vores kærligheds bål" 8. "Når jeg bliver gammel" 9. "Havnen med skibe" 10. "Dansende blå linealer" 11. "Den syngende sømand" 12. "Burhøns" 13. "Rytmehans" Musikvideoer 1. "Slingrer ned ad vestergade" 2. "Zigurrat" 3. "Kærester" 4. "En underlig fisk" 5. "Danmark" 6. "Ritas Rock' n' Roll band" 7. "Sensommer på strøget" 8. "Onkel Æsge" 9. "Et kys i solen" 10. "Den dejligste morgen" 11. "Den blå mikrofon" 12. "Rejse-grammofonen" 13. "Inde bag en hæk" 14. "Mr. Swing King" (live) 15. "Når jeg bliver gammel" 16. "Lav sol over Århus" 17. "Lygtemandens sang" 18. "Blåbærbob" 19. "Boller i Cairo" 20. "Gösta Hammerfedt" 21. "Rytmehans" (2000 remix) 22. "Moonlight" 23. "Hvad gamle nisser siger" 24. "En biografbillet" |